# Pahrump
Pahrump és una concentració de població designada pel cens dels Estats Units a l'estat de Nevada. Segons el cens del 2007 tenia 41.654 habitants.

## Demografia
Segons el cens del 2000, Pahrump tenia 24.631 habitants, 10.153 habitatges, i 7.123 famílies La densitat de població era de 31,93 habitants per km².
Dels 10.153 habitatges en un 24,2% hi vivien nens de menys de 18 anys, en un 58,2% hi vivien parelles casades, en un 7,5% dones solteres, i en un 29,8% no eren unitats familiars. En el 23,5% dels habitatges hi vivien persones soles el 10,5% de les quals corresponia a persones de 65 anys o més que vivien soles. El nombre mitjà de persones vivint en cada habitatge era de 2,42 i el nombre mitjà de persones que vivien en cada família era de 2,83.
Per edats la població es repartia de la següent manera: un 22,3% tenia menys de 18 anys, un 5,0% entre 18 i 24, un 22,6% entre 25 i 44, un 28,8% de 45 a 64 i un 21,3% 65 anys o més.
L'edat mediana era de 45,1 anys. Per cada 100 dones hi havia 102,39 homes. Per cada 100 dones de 18 o més anys hi havia 101,42 homes.
La renda mediana per habitatge era de 34.860$ i la renda mediana per família de 39.812$. Els homes tenien una renda mediana de 35.862$ mentre que les dones 21.586$. La renda per capita de la població era de 17.708$. Aproximadament el 7,3% de les famílies i el 10,7% de la població estaven per davall del llindar de pobresa.

## Poblacions més properes
El següent diagrama mostra les poblacions més properes.